# Terminal Jardim Ângela
La Terminal Jardim Ângela es una terminal de ómnibus de la ciudad de São Paulo. Ubicada en la región sudoeste de la ciudad, en la Estrada do M'Boi Mirim y cercana al Hospital M'Boi Mirim. Es atendida por 6 líneas y 1 más de pasaje. Inaugurada en la Gestión de Marta Suplicy en el 2003. Es una Terminal de medio porte.

## En operación
| Nº de Línea | Destino                                      |
| ----------- | -------------------------------------------- |
| 5391/10     | Largo São Francisco via 23 de Maio           |
| 637A/10     | Pinheiros via Guido Caloi/Marginal           |
| 675K/10     | Metro Santa Cruz via Av. Ibirapuera          |
| 677A/10     | Metro Ana Rosa via Berrini/Pq. do Ibirapuera |
| 707C/10     | Metro Capão Redondo (Circular)               |
| 737A/10     | Terminal Santo Amaro                         |

### Líneas de pasaje
| Nº de Línea | Terminal Primaria  | Terminal Secundária                |
| ----------- | ------------------ | ---------------------------------- |
| 6831/10     | Terminal Capelinha | Jardim Guarujá (Nocturna Circular) |

- Datos: Q10380620